# Aguascalientia
Aguascalientia – wymarły rodzaj ssaka z rodziny wielbłądowatych (Camelidae) żyjącego w Ameryce Północnej aż do terenów dzisiejszego Kanału Panamskiego podczas wczesnego miocenu pomiędzy 23,03 a 20,43 miliona lat temu, wobec czego egzystował przez około 2,6 miliona lat.

## Morfologia
Skamieniałe okazy A. wilsoni zostały zbadane przez M. Mendozę, C.M. Janisa i P. Palmqvista pod kątem masy ciała. Pierwszy osobnik ważył szacunkowo 34,1 kg, podczas gdy kolejny – 5,52.

## Taksonomia
Aguascalientia nazwana została przez Margaret Skeels Stevens w 1977 roku. Wtedy też wspomniana uczona zaliczyła go do rodziny wielbłądowatych, co poparł w 1988 roku Robert L. Carroll.

### Etymologia
Aguascalientia: Aguascalientes, Meksyk.

### Podział systematyczny
Do rodzaju należały następujące gatunki:
- Aguascalientia minuta Rincón, Bloch, Suarez, MacFadden & Jaramillo, 2012[5]
- Aguascalientia panamaensis Rincón, Bloch, Suarez, MacFadden & Jaramillo, 2012[6]
- Aguascalientia wilsoni (Dalquest & Mooser, 1974)[7]